# Gérard Dumas de Vaulx
Gérard Emmanuel Augustin Dumas dit Dumas de Vaulx de Cuzieu ou Dumas de Vaulx est un pilote automobile et maire français, né le 14 janvier 1900 à Roanne et mort le 26 janvier 1953 à Roanne.

## Biographie
Fils d'Antoine Barthélemy Dumas dit Dumas de Vaulx de Cuzieu (1870-1920), maire de Sainte-Agathe, membre du Touring Club de France (membre n°110 802), administrateur du journal l'Avenir du Puy-de-Dôme et président d'honneur de l'union catholique du personnel des chemins de fer de Roanne, et de Jeanne Aimée Clémentine Gouttenoire (1873-1958), Gérard Emmanuel Augustin Dumas nait le 14 janvier 1900 au domicile de ses parents situé à Roanne, place du Château. Son frère aîné, Camille Clément Robert (1898-1940), sera vice-président du N.A.C. de Roanne et membre à vie du Touring club de France,.
Par son père, fils de Jean Félix Camille Dumas et d'Anne Jeanne Elizabeth Marguerite Andrieu, il est le petit-neveu de l'homme politique, Arthur Dumas, l'arrière-petit-neveu de l'homme politique, Hipolyte Goyon et le cousin par alliance du militaire et résistant, le général de corps d’armée Robert Olleris qui a épousé sa cousine-germaine, Germaine Mulsant, fille de Lucie Dumas-Mulsant (sœur de Barthélémy). Son arrière-grand-père paternel Georges Pierre Hermose Andrieu (1804-1875) fut magistrat à la Cour d’Appel de Riom : homme érudit, il est connu en Auvergne pour ses travaux d’historien, principalement l’Histoire de la ville et baronnie de Thiers en Auvergne / Œuvre posthume de M. Hermose Andrieu, publiée sous la direction de M. Ambroise Tardieu. Moulins Desrosiers 1878. Son arrière-grand-père maternel est l’avocat et homme politique thiernois, maire de Celles-sur-Durolles (Puy-de-Dôme), Jean Baptiste Francis Andrieu dit Andrieu de Vaulx (1811-1867), dernier frère du Conseiller Hermose Andrieu.
Il passe sa petite enfance en Forez au Château de Roanne, à Roanne (aujourd’hui l’Office de tourisme), en Auvergne entre Thiers et Vollore-Ville (Puy-de-Dôme), au Château de Vaulx et à Cannes (Alpes-Maritimes) à la Villa du Pin de la Danse au Cap Croisette (villa autrefois située 48 boulevard Eugène Gazagnaire, face au port du Mouré Rouge, démolie en juin-juillet 1977 pour faire place à un immeuble en copropriété dénommé Résidence Fantasia).
Ses études sont commencées par une institutrice, Mademoiselle Marguerite Liogier. En 1909, à la Rentrée d’octobre, il est pensionnaire à la Villa Saint Jean chez les Marianistes à Fribourg en Suisse. Il y retrouve son frère aîné Robert Dumas de Vaulx et ses cousins-germains (Frédéric et Camille Mulsant, Gabriel Henry).
La Première Guerre Mondiale l’empêche de retourner en Suisse. De ce fait, il est inscrit au Lycée de Garçons de Roanne, où il achève ses études secondaires.
La fin de la guerre retarde son incorporation jusqu’au mois de mars 1920 où il rejoint le 98e Régiment d’Infanterie, Caserne Werlé à Roanne. Nommé caporal puis sous-officier, il est dirigé en décembre 1920 sur Paris à la section des secrétaires d’Etat-Major. Il est affecté comme maréchal-des-logis secrétaire à l’Etat-Major du Maréchal Foch. Ce service était la Présidence et la Section française du Comité Militaire Allié de Versailles. Il travaille sous les ordres direct du général Weygand et du général Georges.
Démobilisé en mars 1922, il quitte l’Etat-Major et rentre dans sa famille à Roanne. Il prend en charge la gestion de la propriété agricole de Vaulx à Sainte-Agathe (Puy-de-Dôme) et passionné de sports mécaniques, participe à de nombreuses épreuves sportives, en moto Terrot, puis en voiture de course automobile, principalement sur Amilcar CGS3 version Torpédo ponté avec partie arrière en pointe «bateau», options ailes «moto» et calandre type Eldridge. Également passionné de littérature et d’écriture, il collabore épisodiquement avec la presse régionale et rédige notamment un article de souvenirs au décès du Maréchal Foch en 1929.
Il épouse, le 14 janvier 1927, au Coteau, Simone Grosse (1904-1996), fille de l'industriel Emile Grosse ("Société de Tissages Mécaniques de Cotonnades Emile Grosse & Fils" dont le siège social était à Roanne), sœur de Robert Grosse, industriel et successeur de son père, coureur automobile sur Ballot 2 litres et Bugatti type 43 Torpédo Grand Sport, président de l'Automobile Club de Roanne et du N.A.C. de Roanne, aviateur breveté numéro 4214, pilote sur Caudron C.600 Aiglon et Farman F-403.
Une tumeur au cerveau diagnostiquée à l'automne 1952, les médecins de l'hôpital Edouard-Herriot de Lyon ne peuvent enrayer la maladie. Tombé dans le coma, il est rapatrié auprès des siens et il décède le 26 janvier 1953 le jour de son retour au château à Roanne. Gérard Dumas de Vaulx est inhumé au cimetière Saint-Jean de Thiers dans le caveau familial des Andrieu.

## Carrière de coureur

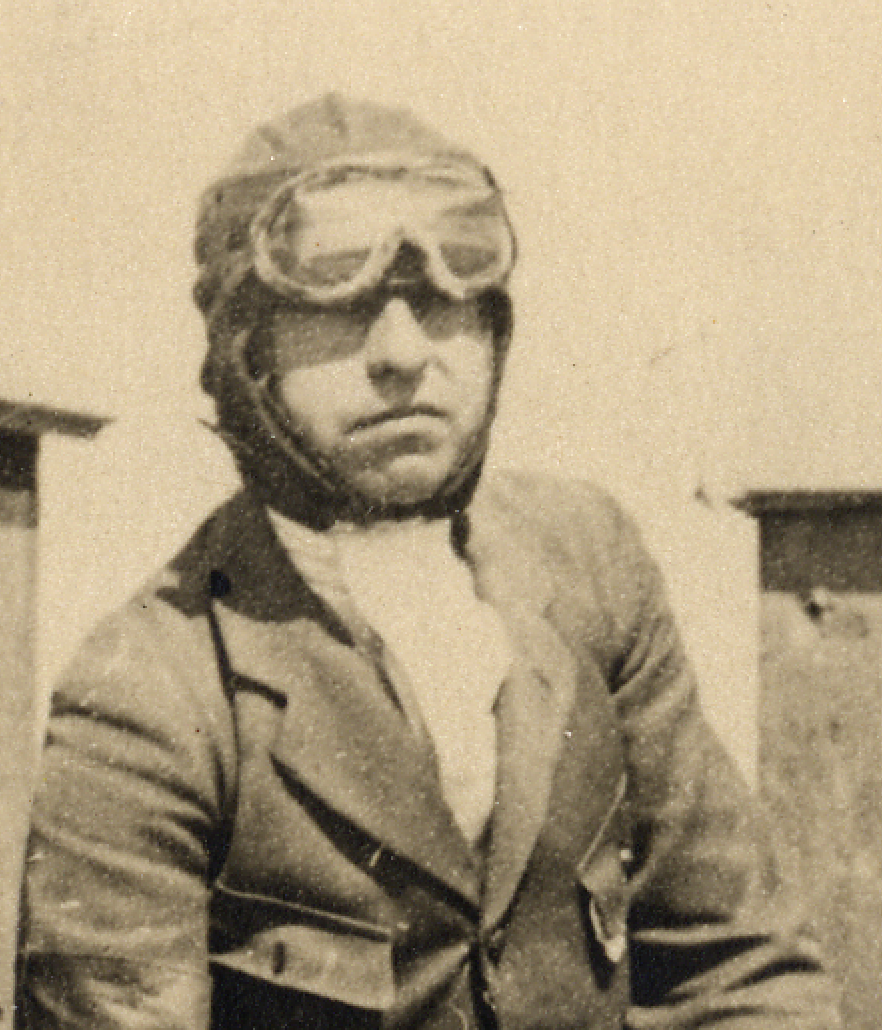
Gérard Dumas de Vaulx - Coureur Motocycliste et Automobile au Grand Prix U.M.F. de Saint-André-de-Corcy - 17 mai 1925

Le 17 mai 1925, Gérard Dumas de Vaulx participe avec sa moto Terrot immatriculée dans le Puy-de-Dôme sous le numéro 2552-F4 (dotée d’un moteur culbuté très spécial) au 15e Grand Prix de Lyon de l’UMF (Union Motocycliste de France créée en 1913 et devenue en 1945 la FFM - Fédération Française de Motocyclisme) organisé en Dombes à Saint-André-de-Corcy (Ain) par le Motocycle Club de Lyon (Rhône). Immédiatement après l’arrivée des cyclecars, le départ fut donné aux motos. Vingt-huit concurrents s’élancèrent « dans un fracas étourdissant et à une allure impressionnante ». Si en sidecars et cyclecars, tous les concurrents ayant pris le départ terminèrent le parcours, il y eut, dans les motos, un très gros déchet, ce qui prouve que, pour affronter une telle compétition, il fallait des hommes et des machines éprouvées, capables de supporter les difficultés de cette dure épreuve routière. René Gillard, vainqueur de l’édition 1924, dut abandonner au 3e tour, à la suite d'une collision avec un autre concurrent ; Péan abandonna également, au 20e tour, laissant Richard seul de l'équipe Peugeot disputer la première place à René Francisquet sur Sunbeam. Le champion de Peugeot fut à la hauteur de la situation et triompha brillamment, s'attribuant même le record du tour en 8 min 10 s. Ce record fut disputé plusieurs fois au cours de l'épreuve. Il était d’abord détenu par René Gillard, avec 8 min 47 s ; Péan réalisa 8 min 41 s, puis 8 min 33 s ; Francisquet couvrit ensuite le tour en 8 min 19 s ; enfin. Richard, 8 min 10 s. Terrot enleva deux des 4 catégories Motos : les 175 cm3 et les 250 cm3., Alcyon s'adjugea les 350 cm3 et Peugeot (équipé de pneus Dunlop) triompha dans la catégorie Motos 500 cm3 (24 tours - 360 km) ainsi qu’au classement général toutes catégories Motos confondues avec le pilote Richard en 3 h 26 min 22 s 2/5 (moyenne horaire de 104,600 km/h), devant Francisquet, 2e sur Sunbeam en 3 h 27 min 22 s 2/5. Engagé sous le numéro 24 dans la catégorie Motos 350 cm3 (21 tours - 315 km.), Dumas de Vaulx (Terrot) termine 2e à 4 tours du vainqueur, Marc (Alcyon, pneus Dunlop) 1er en 3 h 32 min 30 s.
Le 7 juin 1925, Gérard Dumas de Vaulx concoure dans la catégorie Motos 350 cm3 à la 13e course de côte de Limonest organisée par l'Automobile Club du Rhône avec le concours du Moto Club de Lyon, sur la route des Chères à Limonest au Nord de Lyon. En motos, de nombreux records furent battus dans les catégories 100, 175, 250, 350, 500 cm3 et en 750 cm3 dans laquelle Édouard Grammont dit « Eddoura » (Koehler-Escoffier) grimpa les 3 km 700 de la côte en 2 min 3 s 3/5, soit à l'allure de 107,700 km/h. En catégorie Motos 350 cm3, Dumas de Vaulx (Terrot) se classa 4e en 3 min 6 s 4/5, derrière Tony Zind (Magnat-Debon), 3e 2 min 52 s 3/5 ; Goubert (Saroléa), 2e en 2 min 38 s 3/5 et Jules Rolland (Terrot), vainqueur en 2 min 17 s 4/5. Dans les catégories voitures, Robert Benoist, le talentueux pilote Delage, fit le meilleur temps de la journée battant son propre record de 1/5 de seconde et escaladant la côte à plus de 120 km/h (chrono d’1 min 50 s 4/5 sur Delage 8 litres, record battu).
Le 14 juin 1925, Gérard Dumas de Vaulx s’engage avec cette même moto Terrot à la course de côte de Planfoy (Loire), fameuse rampe longue de 7 kilomètres. Le départ se faisait à Saint-Etienne, à la Digonnière, et l'arrivée au col de la République (cette épreuve eut lieu de 1922 à 1927, puis de 1953 à 1958). Il s’engage dans la catégorie Motos 350 cm3 et rate le podium en terminant 4e avec un temps de 6 min 39 s, derrière Boëtsch (Magnat-Debon) 3e en 6 min 7 s 1/5 ; Goubert (Saroléa) 2e en 6 min 1 s 2/5 ; et Marc (Alcyon) 1er en 5 min 18 s 4/5 (record battu).
Le 1er août 1925, avec son ami et futur beau-frère Robert Grosse sur Ballot 2L carrossée par Weymann, Gérard Dumas de Vaulx participa sur Citroën aux épreuves de Gymkhana automobile de la 5e Semaine Automobile des Plages de La Baule. Robert Grosse n’avait pas participé aux 100 km du Grand Prix automobile ouvert à sa catégorie tourisme 2 litres le 30 juillet, mais avait concouru le 28 aux épreuves de « kilomètre arrêté », « 10 kilomètres arrêté », « 5 kilomètres arrêté », « kilomètre lancé », qu’il avait toutes remportées dans sa catégorie ainsi que le classement général . Malgré de petites ondées le 1er août, Dumas de Vaulx fut classé aux différentes épreuves du Gymkhana. En « appréciation de vitesse », il termine 23e et Grosse 16e . En « course aux Barrières », il se classe 5e tandis que Grosse est 13e ex-æquo avec Pichelin (Citroën) et Tréhu (Chenard-Walcker). En « course de lenteur », il est 10e et Grosse 17e. Au classement général de Gymkhana, Dumas de Vaulx termine 13e ex œquo avec Dollfus (Amilcar) tandis que Grosse se classe 19e .

À partir de 1926, sans pour autant délaisser le sport motocycliste, Gérard Dumas de Vaulx devient membre du Touring Club de France le 10 février 1926 (membre n°459 411) et s’engage en automobile avec son nouveau cyclecar acquis le 24 février 1926 :
- Marque : Amilcar

Gérard Dumas de Vaulx dans son Amilcar CGS3 devant le Château de Roanne - 1926

- Modèle : CGS3 ou Coupé Grand-Sport 3 places
- Version : Torpédo ponté avec partie arrière en pointe «bateau» ; dont la 3e place se trouve dans la pointe ; taud prévu pour couvrir la 3e place quand elle est inoccupée (il y eut 2 versions : la plus courante étant celle avec carrosserie profilée de type Bordino dont la troisième place se trouve dans la pointe arrière assez ronde)[18]
- Options : ailes «moto» et calandre type Eldridge
- Immatriculation (département de la Loire) : 9622 – S2

Le 16 mai 1926, Gérard Dumas de Vaulx participe à la 14e course de côte de Limonest organisé par l'Automobile Club du Rhône et le Moto Club de Lyon sur la route de Mâcon à Lyon entre les Chères et Anse (ancienne route départementale 13 bis). La distance était de 3 km 700, le départ se trouvait à l'intersection de la route Chazay-Chasselay à la borne 0 km 170 avec une pente moyenne de 5,18% pour une élévation de 193,82 m. Arrivée à Limonest, commune située à 450 m d’altitude sur les hauteurs Ouest des Monts d’Or près de Lyon. Il engage son Amilcar CGS3 dans la catégorie voitures de tourisme 1100 cm3. Le record général de l’épreuve a été successivement de : 2 min 26 s 5/10 en 1913 par Erle (Benz) ; 1 min 51 s en 1924, par Robert Benoist (Delage) ; 1 min 50 s 4/5 en 1925, par Robert Benoist (Delage). Le record pour voitures de tourisme est de 2 min 30 s 4/5, par Colas (Cottin-Desgouttes) en 1925. La pluie, qui tomba sans arrêt pendant quatre jours, ne fit pas de trêve pour permettre à la course de Limonest de se disputer dans de bonnes conditions. La route, dont le sol était dur, n'avait pas trop souffert, mais les concurrents ne purent cependant pas donner leur maximum, par crainte de dérapage. Les records ne furent pas approchés, De nombreuses défections se produisirent, notamment Dumas de Vaulx qui ne fut pas classé.

11 juillet 1926 - Course de Côte de Saint-Alban-les-Eaux - Gérard Dumas de Vaulx pilotant son Amilcar CGS3

Le 11 juillet 1926, il remporte la course de côte de Saint-Alban-les-Eaux (Loire), organisée par l'Automobile Club du Forez (section de Roanne), dans la catégorie voitures de tourisme 1100 cm3, sur Amilcar CGS3. La course eut lieu à 12 km de Roanne (route de Vichy) dans la montée de la Croix Trévingt sur le flanc des Monts de la Madeleine entre les bornes 7 km 200 et 3 km 200 avec une pente moyenne de 5,6%. Le pilote automobile monégasque Louis Chiron (la Bugatti Chiron tient son nom de ce mythique pilote) qui concourait sur Bugatti, fut victime d’un malencontreux accident avant le départ par suite de l’imprudence d’un motocycliste. À l'occasion de cette course, Gérard Dumas de Vaulx bat le record alors établi avec un temps de 4 minutes 20 secondes et 4/5 (soit 55,214 km/h) . Son ami et futur beau-frère Robert Grosse (Ballot) se classe quant à lui 2e dans la catégorie voitures de tourisme 2 litres en 4 min 30 s 3/5, derrière de Genestou (Bugatti) 1er en 4 min 19 s 2/5 (soit 55,512 km/h), mais devant Rousset (Georges-Irat) 3e 4 min 32 s 1/5.

Le 18 juillet 1926, il participe au Grand Prix de Tourisme (course de côte) de Vesseaux-Col de l’Escrinet (Ardèche) organisé par l'Automobile-Club d'Ardèche (A.C.A.). Cette course fut dépourvue en 1926 de tout caractère officiel car décidée trop tard et donc non prévue au calendrier sportif de l'Union des Automobile-Club du Sud-Est. L'épreuve se déroula entre 8 h et 11 h du matin sur la route du Col de l'Escrinet entre Vesseaux et le Col, soit environ 10,300 km. Sur vingt concurrents inscrits au début de la semaine du 11 juillet, il est classé avec un temps de 8 minutes et 52 secondes dans la première catégorie voitures de tourisme 1100 cm3 sur Amilcar CGS3. Ce temps est connu par une photo sur plaque de verre avec annotation du nom du pilote, sa catégorie d'engagement et son chrono, prise par un amateur local. En revanche, aucun classement n'a été trouvé dans la presse locale : si le Journal de Privas et le Journal d'Aubenas (tous 2 hebdomadaires paraissant chaque samedi), annoncent l'épreuve et en font sa publicité le 17 juillet 1926, ils restent muets dans leurs éditions du 24 juillet ! Un certificat manuscrit de record depuis retrouvé, précise que Gérard Dumas de Vaulx a remporté cette course dans la catégorie voitures de tourisme 1100 cm3, meilleur temps de toute la catégorie tourisme jusqu'à 5 litres :
Je soussigné André Giraud commissaire général de l’Automobile Club de l’Ardèche 
certifie que Monsieur de Vaulx sur Amilcar 1100 tourisme, 
a fait le meilleur temps de sa catégorie dans la course de côte de l’Escrinet du 18 juillet 1926
Record établi, 8’ 52’’
Premier de sa catégorie et meilleur temps de la journée catégorie tourisme jusqu’à 5 litres
Fait le 18 juillet 1926

signé : A Giraud
Le 25 juillet 1926, Dumas de Vaulx retrouve la course de côte de Planfoy (Loire) en engageant son Amilcar sous le numéro 64 dans la première catégorie voitures de tourisme 1100 cm3. Cependant il n’est pas classé tout comme ses 2 habituels concurrents sur Salmson : André Ismalun (non classé) et le Lieutenant Puget (déclassé de sa 1re place en 5 min 56 s 4/5). C’est finalement Guibert (Scap) qui remporte cette catégorie en 6 min 30 s 4/5 sans battre de record. Le constructeur Amilcar triomphera cependant dans la catégorie voitures de course 1100 cm3 en s’adjugeant les 2 premières places et en battant le record de vitesse de la journée toutes catégories confondues.
Le 16 août 1926, dans la même catégorie voitures de tourisme 1100 cm3, toujours sur Amilcar CGS3, il se classe 3e (temps de 5 min 2 s 3/5) dans la course de côte de la Croix Saint-Robert (également appelée la course de côte du Mont-Dore), organisé par l'Automobile Club du Mont-Dore (Puy-de-Dôme). Cette côte avec son pourcentage de 9 à 13% et d'une longueur de 5 km. 500 avec des virages multiples était probablement l'une des plus difficiles de France. La moyenne du vainqueur de la journée, le célèbre pilote Louis Chiron, le prouva puisque même pulvérisant l'ancien record en catégorie voitures de course 2 litres, elle ne dépassa guère 70 km/h.
Le 22 août 1926, c’est en catégorie voiture de sport 1100 cm3 que Gérard Dumas de Vaulx participe sur Amilcar CGS3 à la course de côte des Justices à Cusset (Allier) organisé par l’Automobile Club d’Auvergne (A.C.A. Section de Vichy). L’épreuve eut lieu sur le chemin appelé autrefois « de grande communication n°62 » sur une distance de 4 km avec 11 virages dont 7 très raides. Le départ se tenait au carrefour de la rue de la Barge à Cusset (altitude 276, 88 m) et l’arrivée à la borne 4 (route de Molles, altitude 468,34 m), soit une différence d’altitude de 192 m, une pente moyenne de 5%, et une pente maximale de 6,5%. Gérard Dumas de Vaulx sera classé 3e avec un temps de 3 min 59 s 1/5 derrière le Lieutenant Puget 2e en 3 min 50 s 3/5 (sur Salmson) et Ismalun 1er en 3 min 41 s 2/5 (également sur Salmson) soit une vitesse moyenne pour le vainqueur de 65,040 km/h (record battu). Louis Chiron (catégorie voitures de course 2L) remporta une deuxième année consécutive sur Bugatti le classement de sa catégorie, sans cependant battre son record de 1925 sur la même épreuve. Malgré cette victoire de Chiron sur Bugatti, cette course des Justices consacre le succès de Salmson, la firme de Billancourt, qui avec sa 7CV, entièrement de série telle qu’elle est livrée au public, pilotée par André Ismalun (1896-1951), un des nombreux clients de la maison Salmson, a fait le meilleur temps de la journée toutes catégories confondues. Le Lieutenant Puget se classe second immédiatement derrière lui et devance Dumas de Vaulx, 3e sur le podium derrière les Salmson inatteignables ce jour d’août 1926.
Fin août 1926, Gérard Dumas de Vaulx participe à la 6e Semaine Automobile de la Baule en engageant son Amilcar CGS3 sous le numéro 9 :
- Le 27 août, dans la catégorie voitures de tourisme 1100 cm3, il arrive 3e dans l'épreuve du Kilomètre Lancé en réalisant un temps de 36 s 2/10, derrière deux pilotes Salmson, Raymond 2e en 35 s 6/10,et Bériat 1er en 31 s 5/10 (114,285 km/h)[31]. Environ 80 véhicules étaient inscrits pour cette course. Le meilleur temps de la journée a été effectué par Robert Benoist sur Delage dans la catégorie voitures course 10 litres. Le record établi par René Thomas en 1922 est battu ! La médaille d'or offerte au concurrent établissant le record du kilomètre lancé sur la plage de La Baule est décerné à Robert Benoist. A titre informatif, le kilomètre dans un des deux sens de la course a été effectué en 16 s 4/10, soit à une moyenne 214,285 km/h (ancien record Thomas : 173,076 km/h).

- Le 28 août, pour le Grand Prix Automobile (100 kilomètres), 25 voitures se rangèrent, sous les ordres Roger Maury de Lapeyrouse Vaucresson, maire de La Baule, qui donna le départ. Dès le début, Louis Wagner (Delage course 2L) prit la tête et s'envola littéralement devant ses nombreux concurrents. La lutte fut suivie avec intérêt, car Montier, Rolland Coty, Schneider, Pollak disputèrent chèrement leur place. Finalement, Wagner emporta les 100 km en 51 min 4 s 1/5 (moy. hor.: 117 kil. 485). A signaler, d'une façon spéciale, la performance de Roland Coty (Coty-Spéciale), qui était parti avec quatre tours de retard et qui a cependant terminé 3e en 55 min 52 s 1/5, avec un retard d'une seconde seulement sur Charles Montier (Montier-Spéciale), 2e de l’épreuve en 55 min 51 s 2/5. Gérard Dumas de Vaulx se classe 12e au classement général avec un temps de 1 h 12 min 30 s 2/5 [32]et 5e  dans la catégorie ouverte jusqu'au 1100 cmc ; le 1er septembre, à la suite d'une réclamation d'un concurrent, il se trouve déclassé de la catégorie des voitures de tourisme 1100 cm3[33].

Le 12 septembre 1926, Gérard Dumas de Vaulx concoure dans l’épreuve auvergnate annuelle de la course de côte de la Baraque (Puy-de-Dôme) dans la catégorie tourisme classe 1100 cm3. Cette route, avec de nombreux virages et un fort pourcentage, permet de sortir de Clermont-Ferrand en direction de l'Ouest. Course créée en 1904, sa proximité de la capitale auvergnate (siège de l’entreprise Michelin) et ses caractéristiques particulières ont été très appréciées des organisateurs de compétitions automobiles et motocyclistes. Très tôt, elle a été intégrée dans le parcours de nombreuses épreuves renommées, puis elle est devenue une des plus intéressantes course du genre. Organisé par l'Automobile Club d'Auvergne (A.C.A), le parcours est de 10 kilomètres : il comporte 11 virages, dont 5 très raides avec une arrivée au col des Goules. La différence d'altitude est de 605 mètres, donnant par conséquent une pente moyenne de 6% (la pente maximale est de 12%). Dumas de Vaulx (Amilcar CGS3) termine sur le podium 3e en 10 min 14 s 3/5, derrière Gaubert (Scap) 2e en 10 min 3 s et Maillet (Mathis) 1er en 8 min 42 s 4/5. La course a été marquée par un accident, heureusement sans gravité. La voiture du coureur Roten, sur Monotrace se retourna complètement en pleine vitesse à 150 mètres de l'arrivée. Les blessures que le coureur se fit, ne mirent pas ses jours en danger.
Le 27 juin 1927, Dumas de Vaulx concoure dans 4 catégories de la nouvelle course de côte de Borbes, près de Thiers (Puy-de-Dôme), organisée par le Moto-Club Thiernois (2 seules éditions en 1927 et 1928) :
- dans la catégorie motos 175 cm3, portant le numéro 3 ;
- dans la catégorie voitures 1100 cm3, sur Amilcar CGS3 portant le numéro 20 ;
- dans la catégorie voitures de sport 3 litres, sur Delage, portant le numéro 33 ;
- dans la catégorie voitures de course 1100 cm3, avec la même Amilcar CGS3 numéro 20.

Son beau-frère Robert Grosse engage quant à lui sa Ballot 2L dans la catégorie voiture de course 2 litres sous le numéro 38. D’une distance de 3 km 400, les organisateurs décidèrent de faire partir les concurrents, non du pont de Seychalles, comme prévu, mais du haut du Faubourg de la Vidalie afin que la traversée de ce faubourg se trouve évitée et peut-être aussi un accident grave. De ce fait le parcours se trouva réduit, mais la montée au Rocher de Borbes resta difficile avec son passage au-dessous et au-dessus du pont de Saint-Roch et ses 35 virages, dont 7 sont redoutables. Des 4 catégories dans lesquelles il concourait, Dumas de Vaulx ne fut classé qu’en voitures de sport 3 litres, catégorie qu’il remporta cependant en 3 min 58 s 1/5 (Delage). Robert Grosse (Ballot) ne fut pas classé et le meilleur temps de la journée toutes catégories confondues fut assuré par Larrouzé (Bugatti) vainqueur des voitures de course 1500 cm3 en 3 min 46 s 1/5 (cette performance est d'autant plus méritoire que le coureur fit deux kilomètres avec une roue à plat !).
Fin août 1927, Gérard Dumas de Vaulx participe à la 7e Semaine Automobile de la Baule organisée par l'A.C.O. (Automobile Club de l’Ouest) :
- Le 24 août, dans la catégorie voitures de sport 3 litres, il remporte sur Delage le Kilomètre Lancé de la Baule avec le chrono suivant : aller 34 s 2/5, retour 39 s 4/5, temps moyen 37 s 1/10 (soit une moyenne de 97,055 km/h)[38].
- Le 25 août, pour le Grand Prix Automobile (100 kilomètres), Dumas de Vaulx ne sera pas classé.

Fin août 1928, Gérard Dumas de Vaulx participe à la 8e Semaine Automobile de la Baule en tant que copilote de son beau-frère Robert Grosse qui concoure sur Bugatti type 43 Torpédo Grand Sport dans la catégorie voitures de sport 3 litres (numéro de course 56) :

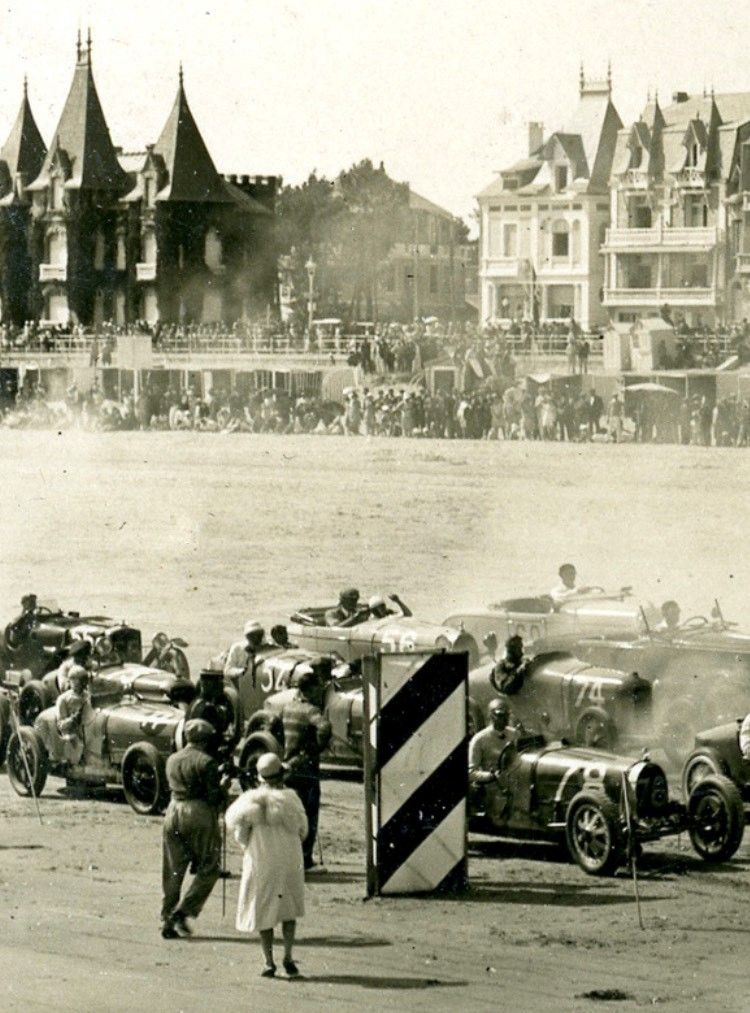
23 août 1928 - Départ Grand Prix de La Baule - Robert Grosse et Gérard Dumas de Vaulx - Bugatti type 43 N°56

- Le 22 août , première journée du meeting de l'A.C.O. (Automobile Club de l’Ouest), se tint la course du kilomètre lancé. Comme les années précédentes, la course s'est disputée dans les deux sens, et le classement pour chaque catégorie de véhicules a été établi d'après le temps moyen des deux épreuves. Un vent violent n'empêcha pas les concurrents d'accomplir de belles performances. Grosse et Dumas de Vaulx (Bugatti) remportèrent le classement de la catégorie Voitures sport 3.000 cm3 en 26 secondes 1/10 (soit 137,931 km/h)[40].

- Le 23 août, pour le Grand Prix Automobile (100 kilomètres), 19 voitures se rangèrent, sous les ordres du comte de Lapeyrouse, qui donna le départ. La course fut indécise jusqu'au dernier virage et c'est, finalement, Blacque-Belair (Bugatti 2 litres) qui franchit en vainqueur la ligne d'arrivée, devançant de trois secondes son redoutable adversaire le Comte de Wentzel Mosau (Mercedes 8 litres). Le coureur de Bugatti (équipé de pneumatiques Dunlop) fit une course de toute beauté et le record de l'épreuve, établi par Louis Wagner en 1926, fut battu de 26 secondes, Blacque-Belair ayant couvert les 100 kilomètres en 48 min 7 s 3/5.(soit une moyenne de 124,677  km/h). Robert Grosse et son copilote Gérard Dumas de Vaulx (Bugatti) terminèrent 7e au classement général en 58 min 7 s 4/5 ; et premier de la catégorie voitures de sport.[41]

### Palmarès
| Date          | Course                                              | Lieu                        | Département         | Organisateur                 | N° course | Véhicule        | Catégorie                  | Classement                         | Temps                  | Commentaire                                                                                               |
| ------------- | --------------------------------------------------- | --------------------------- | ------------------- | ---------------------------- | --------- | --------------- | -------------------------- | ---------------------------------- | ---------------------- | --- |
| 17 mai 1925   | 15e Grand Prix de Lyon U.M.F.                       | St-André-de-Corcy           | Ain 01              | Moto Club de Lyon            | 26        | Terrot          | Motos 350 cm3              | 2e                                 | à 4 tours du vainqueur | Marc (Alcyon) vainqueur (cat 350 cm3) des 21 tours (315 km) en 3h 32 min 30 s                             |
| 7 juin 1925   | 13e Course de côte de Limonest                      | Limonest                    | Rhône 69            | A.C. Rhône Moto Club de Lyon |           | Terrot          | Motos 350 cm3              | 4e=                                | 3 min 6 s 4/5          | |
| 14 juin 1925  | Course de côte                                      | Planfoy                     | Loire 42            | A.C Forez                    |           | Terrot          | Motos 350 cm3              | 4e                                 | 6 min 39 s             | |
| 1er août 1925 | Gymkhana 5e= Semaine Automobile de La Baule         | La Baule                    | Loire Atlantique 44 | A.C. Ouest                   |           | Citroën         |                            | 13e ex æquo avec Dollfus (Amilcar) |                        | Gymkhana composé de 3 épreuves : «appréciation de vitesse», «course aux Barrières» et «course de lenteur» |
| 16-mai-26     | 14e Course de côte de Limonest                      | Limonest                    | Rhône 69            | A.C.Rhône Moto Club de Lyon  |           | Amilcar CGS3    | Voitures tourisme 1100 cm3 | Non Classé                         | Non Classé             | |
| 11-juil-26    | Course de côte                                      | St-Alban-les-Eaux           | Loire 42            | A.C.Forez                    |           | Amilcar CGS3    | Voitures tourisme 1100 cm3 | 1er                                | 4 min 20 s 4/5         | Record de vitesse battu                                                                                   |
| 18-juil-26    | Grand Prix de Tourisme de l'A.C.A. (Course de côte) | Vesseaux-Col de l'Escrinet  | Ardèche 07          | A.C. Ardèche                 |           | Amilcar CGS3    | Voitures tourisme 1100 cm3 | 1er                                | 8 min 52 s             | Premier de sa catégorie et meilleur temps de la journée catégorie tourisme jusqu’à 5 litres               |
| 25-juil-26    | Course de côte                                      | Planfoy                     | Loire 42            | A.C.Forez                    | 64        | Amilcar CGS3    | Voitures tourisme 1100 cm3 | Non Classé                         | Non Classé             | |
| 16-août-26    | Course de côte                                      | Croix St Robert (Mont-Dore) | Puy-de-Dôme 63      | A.C.Auvergne                 |           | Amilcar CGS3    | Voitures tourisme 1100 cm3 | 3e                                 | 5 min 2 s 3/5          | |
| 22-août-26    | Course de côte                                      | des Justices (Cusset-Vichy) | Allier 03           | A.C.Auvergne                 |           | Amilcar CGS3    | Voitures sport 1100 cm3    | 3e                                 | 3 min 59 s 1/5         | |
| 27-août-26    | km lancé 6e Semaine Automobile                      | La Baule                    | Loire Atlantique 44 | A.C.Ouest                    | 9         | Amilcar CGS3    | Voitures tourisme 1100 cm3 | 3e                                 | 36 s 2/10              | |
| 28-août-26    | Grand Prix 6e Semaine Automobile                    | La Baule                    | Loire Atlantique 44 | A.C.Ouest                    | 9         | Amilcar CGS3    | Voitures tourisme 1100 cm3 | 5e                                 | 1h 12 min 30 s 2/5     | 12e classement général déclassé suite réclamation                                                         |
| 12-sept-26    | Course de côte                                      | La Baraque (Clermont-Fd)    | Puy-de-Dôme 63      | A.C.Auvergne                 |           | Amilcar CGS3    | Voitures tourisme 1100 cm3 | 3e                                 | 10 min 14 s 3/5        | |
| 27-juin-27    | Course de côte                                      | de Borbes (Thiers)          | Puy-de-Dôme 63      | A.C.Auvergne                 | 3         |                 | Motos 175 cm3              | Non Classé                         | Non Classé             | |
| 27-juin-27    | Course de côte                                      | de Borbes (Thiers)          | Puy-de-Dôme 63      | A.C.Auvergne                 | 20        | Amilcar CGS3    | Voitures tourisme 1100 cm3 | Non Classé                         | Non Classé             | |
| 27-juin-27    | Course de côte                                      | de Borbes (Thiers)          | Puy-de-Dôme 63      | A.C.Auvergne                 | 33        | Delage 3L       | Voitures sport 3 litres    | 1er                                | 3 min 58 s 1/5         | |
| 27-juin-27    | Course de côte                                      | de Borbes (Thiers)          | Puy-de-Dôme 63      | A.C.Auvergne                 | 20        | Amilcar CGS3    | Voitures course 1100 cm3   | Non Classé                         | Non Classé             | |
| 24-août-27    | Km Lancé 7e Semaine Automobile                      | La Baule                    | Loire Atlantique 44 | A.C.Ouest                    |           | Delage 3L       | Voitures sport 3 litres    | 1er                                | 37 s 1/10              | Moyenne 97,055 km/h                                                                                       |
| 25-août-27    | Grand Prix 7e Semaine Automobile                    | La Baule                    | Loire Atlantique 44 | A.C.Ouest                    |           | Delage 3L       | Voitures sport 3 litres    | Non Classé                         | Non Classé             | |
| 22-août-28    | Km Lancé 8e Semaine Copilote de Grosse              | La Baule                    | Loire Atlantique 44 | A.C.Ouest                    | 56        | Bugatti type 43 | Voitures sport 3000 cm3    | 1er                                | 26 s 1/10              | Moyenne 137,931 km/h                                                                                      |
| 23-août-28    | Grand Prix 8e Semaine Copilote de Grosse            | La Baule                    | Loire Atlantique 44 | A.C.Ouest                    | 56        | Bugatti type 43 | Voitures sport 3000 cm3    | 1er                                | 58 min 7 s 1/5         | 7e classement général                                                                                     |

## Carrière politique et engagement
Conseiller municipal de la commune, il est élu, le 16 février 1930, maire de Sainte-Agathe.
En sa qualité de maire de la commune de Sainte-Agathe, il préside, le 27 mai 1933, en la salle du conseil municipal de l'hôtel-de-ville de Clermont-Ferrand, l'assemblée constitutive de l'Association des communes forestières du Puy-de-Dôme.
Véritable promoteur du mouvement, il lance un appel aux maires du département qui répondent favorablement à ce dernier et assistent à la réunion qui se tient le 21 janvier 1934, à Ambert. Au cours de cette dernière, il est nommé président de l'association et désigné comme délégué au comité central de la fédération.